# Shogufa Safi
Shogufa Safi (Afganistán, 2003) es una directora de orquesta afgana. Fue incluida en la lista 100 Women de la BBC.

## Trayectoria
Ha dirigido la primera orquesta de sólo mujeres de Afganistán, llamada Zohra y formada por mujeres de entre 13 y 20 años, muchas de ellas provenientes de familias pobres. El grupo toca música tradicional afgana y clásica occidental.
En 2014 realizaron las primeras actuaciones tanto dentro como fuera de su país. Formalmente el grupo se formaron en 2016 con músicos del Instituto Nacional de Música de Afganistán. En 2017 actuaron en el Foro Económico Mundial y en 2019 realizaron una gira en Reino Unido. 
Cuando los talibanes volvieron al poder en el 2021 el instituto donde ensayaban cerró, y se fueron del país. En 2021 actuaron en Doha.El mismo año comenzaron los trámites para reconstruir la orquesta en Portugal, después de que ese país les concediera asilo. Portugal acogió a un total de 764 refugiados afganos,entre los que había 273 músicos del Instituto Nacional de Afganistán.

## Reconocimientos
Safi forma parte de las 100 mujeres más inspiradoras del 2021 por la BBC.